# Inget sex – vi är ju engelsmän!
Inget sex - vi är ju engelsmän! (engelska: No Sex Please, We're British) är en brittisk komedifilm från 1973 i regi av Cliff Owen.
Filmen är baserad på Alistair Foot och Anthony Marriotts pjäs med samma namn.

## Handling
Nygifta David och Penny bor i en lägenhet ovanför banken där David arbetar. När ett paket svenskt glas som Penny beställt visar sig innehålla pornografi istället tar David sin chef Brian till hjälp för att göra sig av med porren så diskret som möjligt. Samtidigt som nya leveranser av porrtidningar och fotografier anländer i en allt stridare ström.

## Rollista i urval
- Ronnie Corbett - Brian Runnicles
- Beryl Reid - Bertha
- Arthur Lowe - mr Bromley
- Ian Ogilvy - David Hunter
- Susan Penhaligon - Penny Hunter
- David Swift - inspektör Paul
- Cheryl Hall - Daphne
- Michael Bates - Needham
- Valerie Leon - Susan
- Margaret Nolan - Barbara